# Русская акция

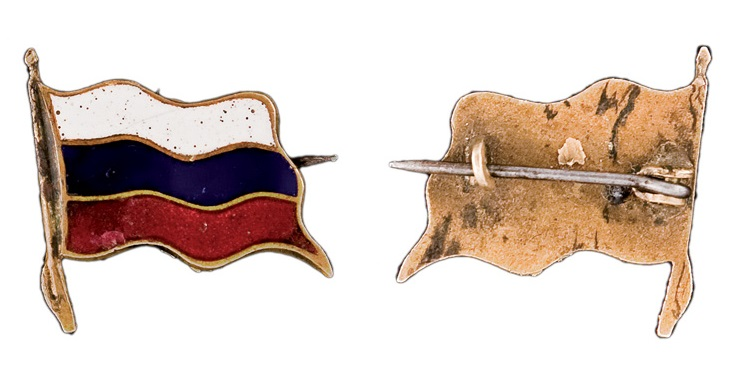
Знак "Русской акции", для русских белоэмигрантов, проживавших в Чехословакии. Знак имел несколько разновидностей, которые производились с 1921 по 1938 гг.

Ру́сская а́кция по́мощи (чеш. ruská pomocná akce) — первоначально — программа помощи, объявленная Чехословацким правительством в 1921 году беженцам из России, вынужденным покинуть свою родину после Октябрьской социалистической революции.
Впоследствии в эмигрантских кругах название «русская акция» стало обобщённым названием помощи, оказываемой русским беженцам в 1918—1927 годах Болгарией, Германией, Францией, Королевством Сербов, Хорватов и Словенцев и рядом других стран, принявших русскую эмиграцию.

## Русская акция в Чехословакии
Особый вклад в эту программу внесла Чехословакия, во главе с президентом Томашем Масариком, министром иностранных дел Эдвардом Бенешем и премьер-министром Карелом Крамаржем. Программа Чехословацкого правительства была направлена на сохранение и развитие русской культуры и науки. Воспитание и подготовка русских национальных специалистов — инженеров, учителей, управленцев — считались выгодными для молодого Чехословацкого государства, которое для защиты своего существования от германской и венгерской угрозы, нуждалось в восстановлении на своей восточной границе мощной национальной России, которая, как ожидалось в 1920-х годах, скоро сможет сбросить власть большевиков и ей понадобятся национальные кадры управления. Такой подход делал чехословацкую программу помощи русским беженцам уникальной.
Чехословацкие власти привлекали в страну преимущественно деятелей науки, экономистов, инженеров, агрономов, писателей, поэтов, театральных деятелей и молодёжь — для получения образования за счёт Чехословацкого государства. «Русская акция» в Чехословакии финансировалась из государственного бюджета, в основном — министерства иностранных дел. Была организована первая помощь беженцам, оставшимся без средств к существованию. Но не только — акция предполагала всестороннюю поддержку — от материальной поддержки нуждающихся до средств на развитие культуры, образования, получения медицинской помощи — для пожилых, инвалидов и нетрудоспособных медицина была бесплатной.
Русским студентам предоставлялась возможность завершения образования. В Праге, которую стали называть «русским Оксфордом», были открыты Русская гимназия, Русский народный университет, Русский юридический факультет, Русский институт сельскохозяйственной кооперации, 11 научных обществ и учреждений. Обучение шло на русском языке и по программам, существовавшим в Российской империи. Вели обучение русские специалисты высочайшего уровня — юристы П. И. Новгородцев и П. Н. Савицкий, историки А. А. Кизеветтер, А. В. Флоровский, Г. В. Вернадский, экономисты П. Б. Струве и С. Н. Прокопович, философы Н. А. Бердяев, Н. О. Лосский, А. Л. Бем, биолог М. М. Новиков, литературовед Д. И. Чижевский и другие.